# عرق الشبي

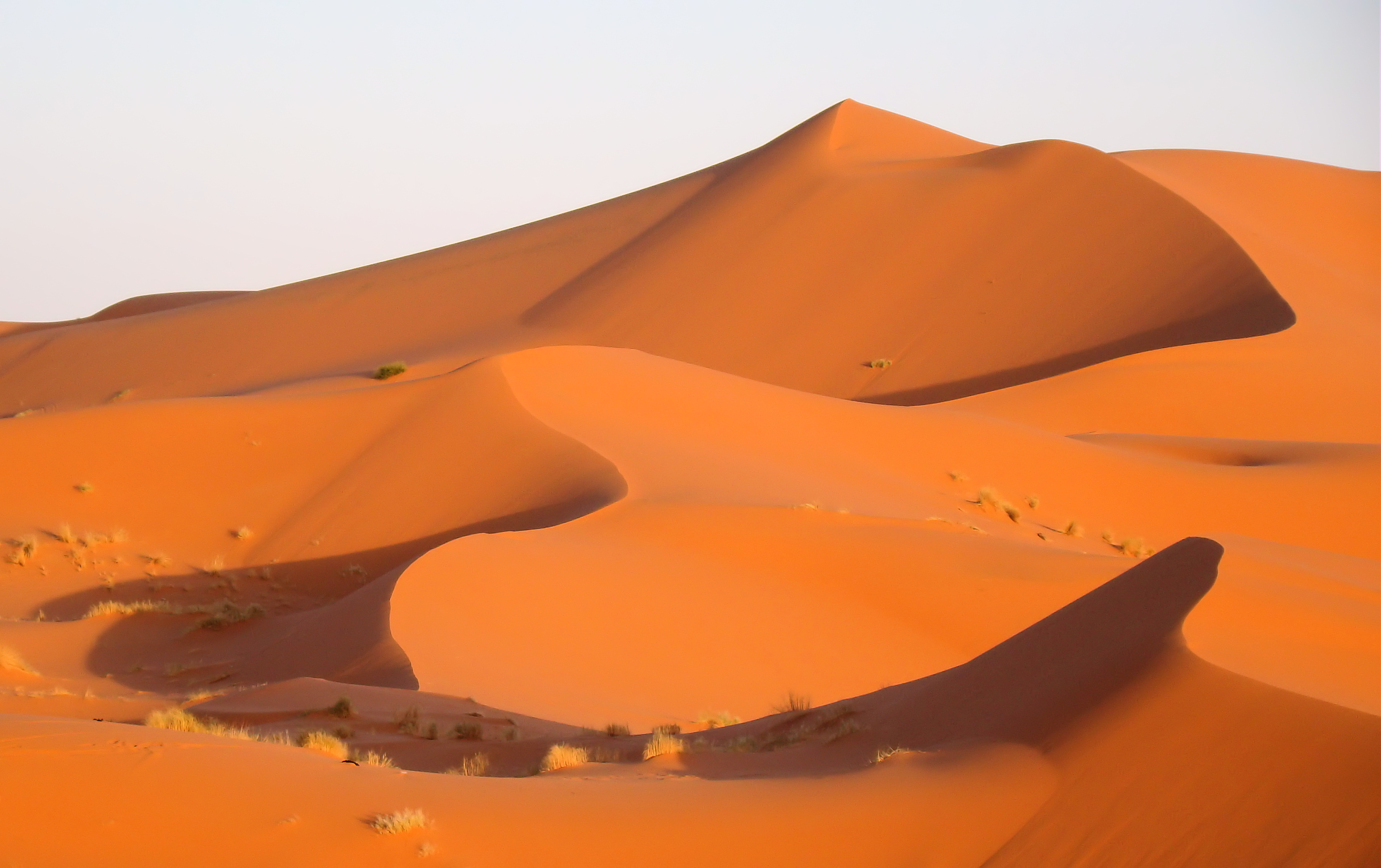
عرق الشبي عند غروب الشمس

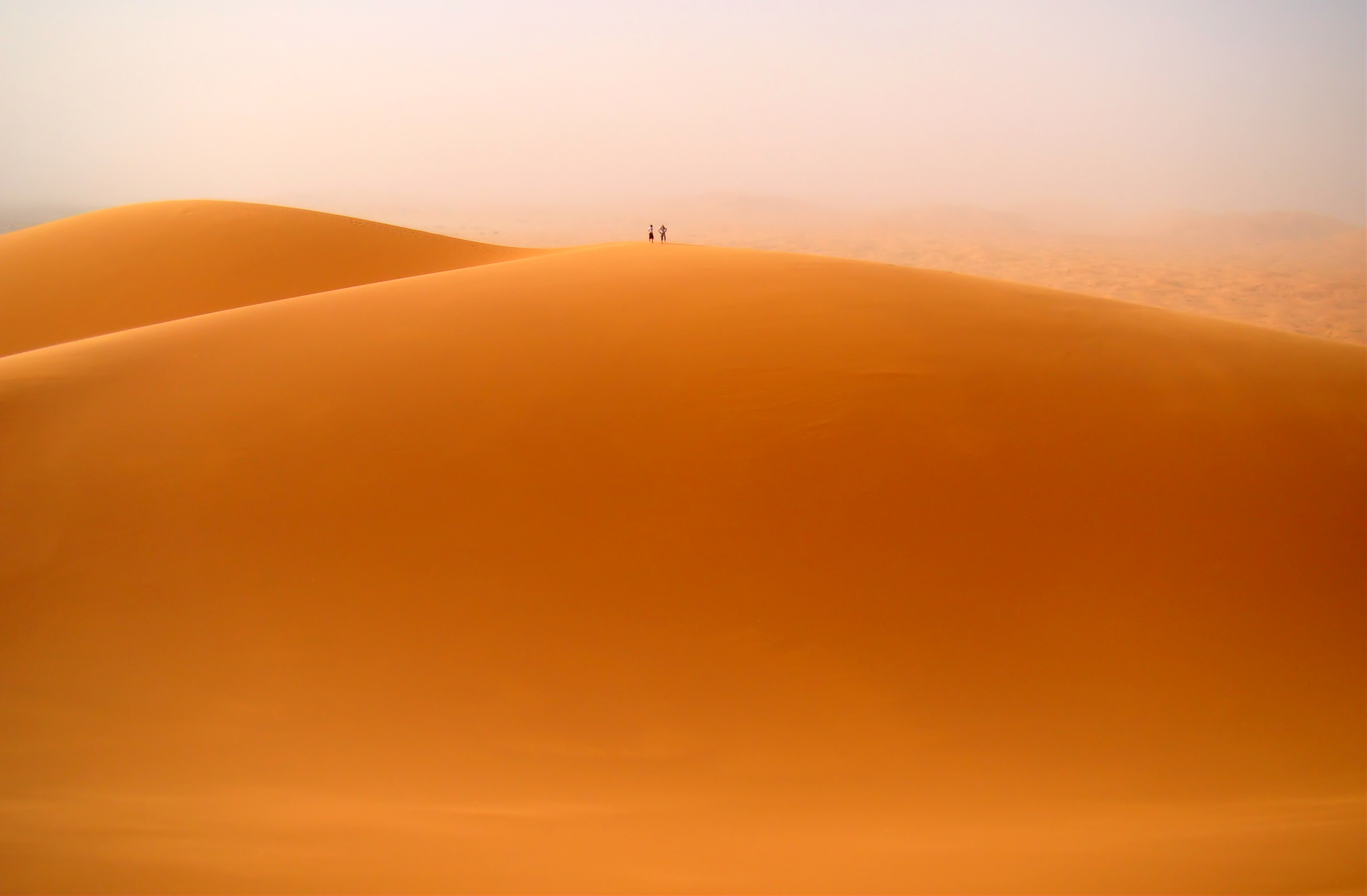
شخصين على واحدة من أعلى الكثبان

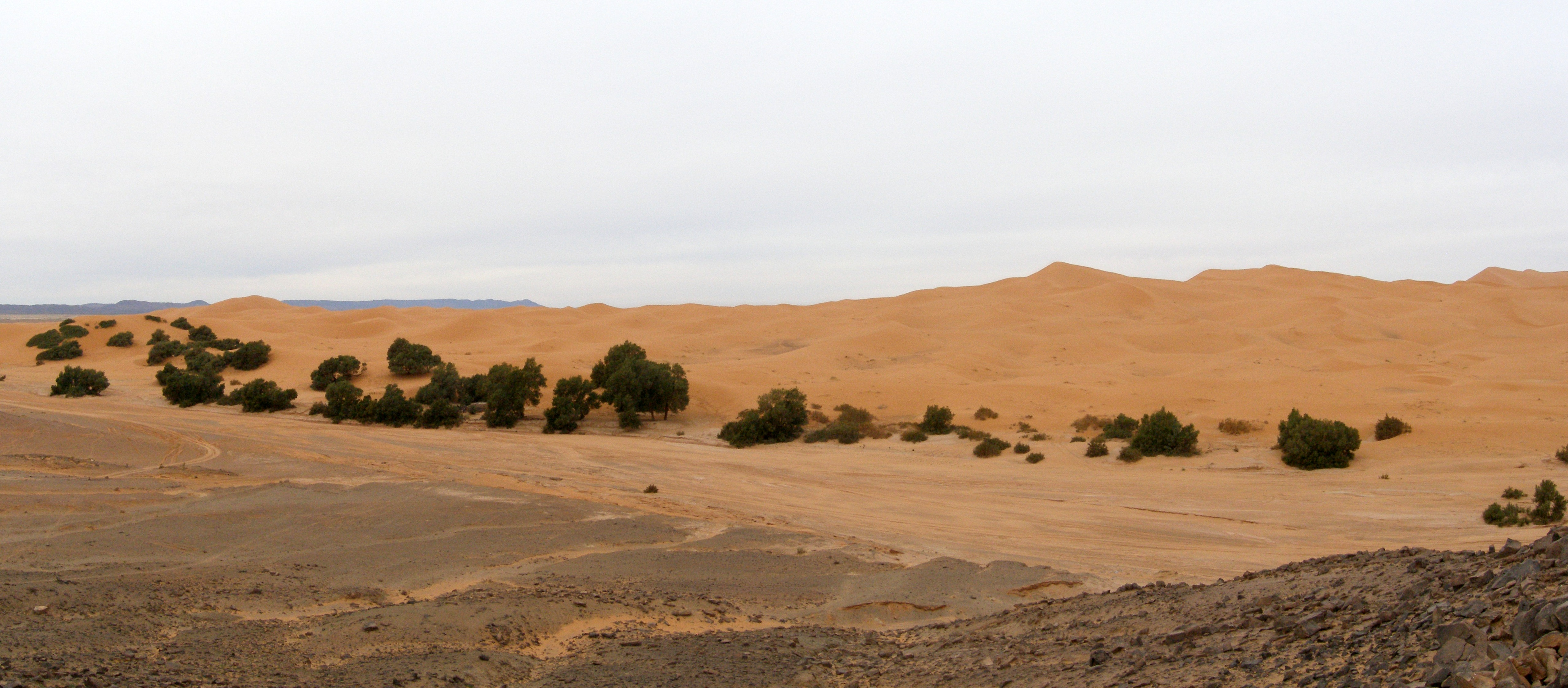
الانتقال إلى الكثبان الصحراوية المسطحة

عرق الشبي هي كثبان رملية متواجدة بصحراء مرزوكة جنوب شرق المغرب، على بعد نحو 50 كيلومتر من مدينتيّ أرفود والريصاني. وهي كثبان رملية تكونت بفعل الرياح مُشكلة بذلك تلال متفاوتة الارتفاع والأشكال والألوان .
ترتفع كُثبان “عرق الشبي” لنحو 150 متر على مساحة 22 كيلومتر مربع طولاً و 5 كيلومترات عرضاً، في منظر يوحي للمرء كأنه وسط بحر شاسع وأمواج متلاطمة ذهبية اللون، وتمنح هذه الأخيرة مشهدا رائعا للشمس حين شروقها وغروبها متيزة بذلك عما يألفه المرء في حياة المدن من ضيق وازدحام، مشهد تمتزج فيه أشعة الشمس الذهبية مع ألوان الرمال الزاهية.
جعل هذا التميز من المنطقة مقصداً للسائحين خصوصاً الأوربيين الباحثين عن بعض الهدوء والمفتونين بسحر الصحراء. وتنتشر في صحراء مرزوكة مساكن على شكل خيم تقليدية مهيأة لاستقبال الزوار، كما تعد المنطقة وجهة للعلاج من مرض الروماتيزم،فضلا عن رمال مرزوكة المتميزة .

## مجموعة الصور

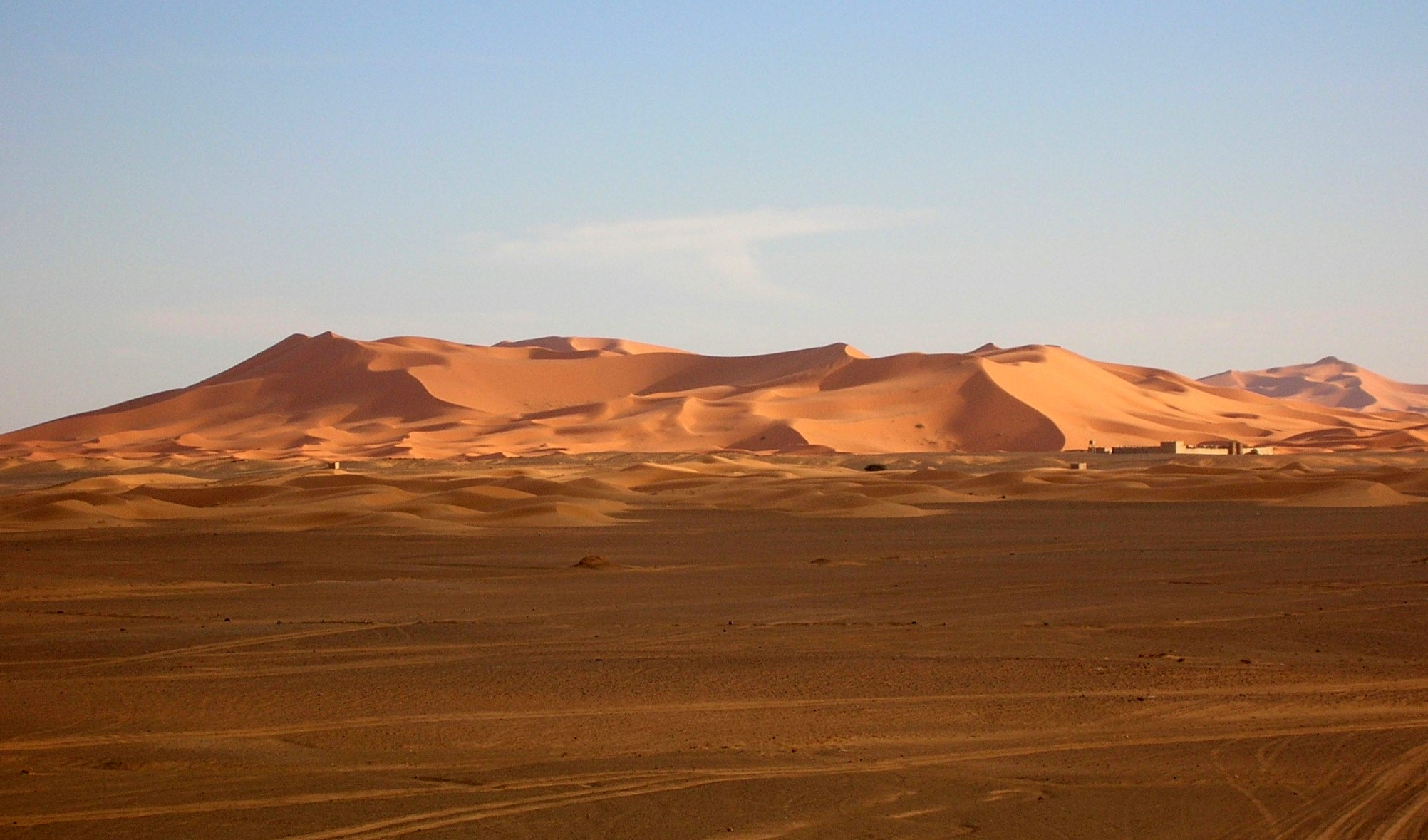
بالقرب من عرق الشبي، مرزوقة
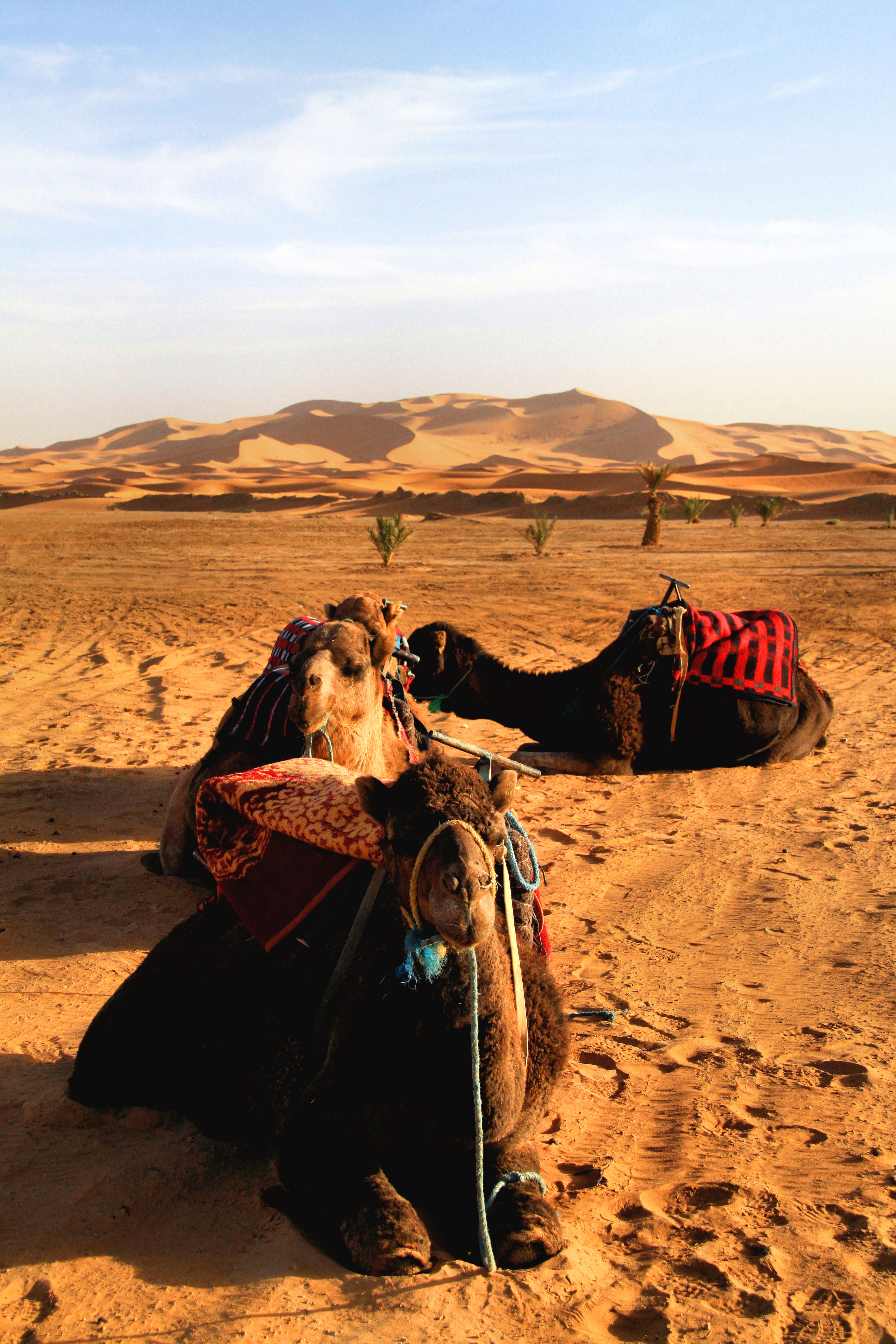
مشي الإبل على الكثبان